# Кит-Карсон (округ)
Кит-Ка́рсон (англ. Kit Carson County) — округ в штате Колорадо, США. Официально образован в 1889 году. По состоянию на 2010 год, численность населения составляла 8270 человек.

## География
По данным Бюро переписи США, общая площадь округа равняется 5599,586 км², из которых 5 596,996 км² суша и 2,331 км² или 0,04 % это водоёмы.

## Население
По данным переписи населения 2000 года в округе проживает 8 011 жителей в составе 2 990 домашних хозяйств и 2 081 семей. Плотность населения составляет 1,00 человек на км2. На территории округа насчитывается 3 430 жилых строений, при плотности застройки менее 1,00-го строения на км2. Расовый состав населения: белые — 87,28 %, афроамериканцы — 1,74 %, коренные американцы (индейцы) — 0,51 %, азиаты — 0,32 %, гавайцы — 0,04 %, представители других рас — 9,20 %, представители двух или более рас — 0,91 %. Испаноязычные составляли 13,67 % населения независимо от расы.
В составе 33,60 % из общего числа домашних хозяйств проживают дети в возрасте до 18 лет, 59,40 % домашних хозяйств представляют собой супружеские пары проживающие вместе, 6,30 % домашних хозяйств представляют собой одиноких женщин без супруга, 30,40 % домашних хозяйств не имеют отношения к семьям, 27,20 % домашних хозяйств состоят из одного человека, 12,50 % домашних хозяйств состоят из престарелых (65 лет и старше), проживающих в одиночестве. Средний размер домашнего хозяйства составляет 2,50 человека, и средний размер семьи 3,07 человека.
Возрастной состав округа: 26,70 % моложе 18 лет, 7,50 % от 18 до 24, 29,00 % от 25 до 44, 22,20 % от 45 до 64 и 22,20 % от 65 и старше. Средний возраст жителя округа 37 лет. На каждые 100 женщин приходится 112,20 мужчин. На каждые 100 женщин старше 18 лет приходится 112,10 мужчин.
Средний доход на домохозяйство в округе составлял 33 152 USD, на семью — 41 867 USD. Среднестатистический заработок мужчины был 28 700 USD против 19 978 USD для женщины. Доход на душу населения составлял 16 964 USD. Около 9,40 % семей и 12,10 % общего населения находились ниже черты бедности, в том числе — 16,60 % молодёжи (тех, кому ещё не исполнилось 18 лет) и 11,10 % тех, кому было уже больше 65 лет.